# Селемон Барега
Селемон Барега Ширтага (амх. ሰለሞን ባረጋ; англ. Selemon Barega Shirtaga; нар. 20 січня 2000) — ефіопський легкоатлет, який спеціалузіється в бігу на середні та довгі дистанції.

## Спортивна кар'єра
Олімпійський чемпіон з бігу на 10000 метрів (2021).
Срібний призер чемпіонату світу з бігу на 5000 метрів (2019).
Чемпіон світу в приміщенні (2022) та срібний призер чемпіонату світу в приміщенні (2018) з бігу на 3000 метрів.
Чемпіон світу з кросу в юніорській віковій категорії у командному заліку (2017). Бронзовий призер чемпіоната світу з кросу у дорослій віковій категорії у командному заліку (2019).
Чемпіон світу серед юніорів з бігу на 5000 метрів (2016).
Чемпіон світу серед юнаків з бігу на 3000 метрів (2017).
Переможець у загальному заліку Світового туру в приміщенні у бігу на 1500 метрів з двома перемогами на етапах серії (2021).
Рекордсмен світу серед юніорів з бігу на 5000 метрів (2018; 12.43,02).
Володар вищого світового досягнення серед юніорів з бігу на 2 милі (2019; 8.08,69).

## Основні міжнародні виступи
| Рік  | Змагання                      | Місто     | Місце | Дисципліна     | Примітки         |
| ---- | ----------------------------- | --------- | ----- | -------------- | ---------------- |
| 2016 | Чемпіонат світу серед юніорів | Бидгощ    | 1     | 5000 м         |                  |
| 2017 | Чемпіонат світу з кросу       | Кампала   | 5     | забіг U20      |                  |
| 2017 | Чемпіонат світу серед юнаків  | Найробі   | 1     | 3000 м         |                  |
| 2017 | Чемпіонат світу               | Лондон    | 5     | 5000 м         |                  |
| 2018 | Чемпіонат світу в приміщенні  | Бірмінгем | 2     | 3000 м         | Відео на YouTube |
| 2018 | Чемпіонат світу серед юніорів | Тампере   | 4     | 5000 м         |                  |
| 2019 | Чемпіонат світу з кросу       | Орхус     | 5     | дорослий забіг |                  |
| 2019 | Чемпіонат світу               | Доха      | 2     | 5000 м         | Відео на YouTube |
| 2021 | Олімпійські ігри              | Токіо     | 1     | 10000 м        | Відео на YouTube |
| 2022 | Чемпіонат світу в приміщенні  | Белград   | 1     | 3000 м         |                  |
| 2023 | Чемпіонат світу               | Будапешт  | 3     | 10000 м        |                  |

## Визнання
- За підсумками сезону-2019 отримав від Світової легкої атлетики нагороду «Зірка, яка сходить» (англ. Male Rising Star)[7].